# TNT Benelux
TNT (Turner Network Television) was de Vlaams/Nederlandse versie van de Amerikaanse kabeltelevisiezender die door mediamagnaat Ted Turner gestart is.

## Geschiedenis
De zender ging op 10 april 2012 van start in Vlaanderen, dit exclusief bij Telenet Digital TV. TNT zond bij zijn start enkel uit in HD, inmiddels is er ook een SD-versie.
Sinds 24 januari 2013 is TNT ook beschikbaar in Nederland, bij KPN Interactieve TV en bij Glashart van Reggefiber. Ook SNOW (onderdeel van KPN) kreeg zo TNT in het aanbod.
Sinds 1 oktober is TNT ook beschikbaar bij Belgacom TV, dit als vervanging van zusterzender TCM; na berichtgeving van het einde van die zender in de Benelux op 1 januari 2014. Eind oktober 2013 maakte Turner Broadcasting Systems dat naast TCM ook TNT zal stoppen op 1 januari 2014. De reden om te stoppen met de zender is naar verluidt dat te weinig aanbieders geïnteresseerd waren in het kanaal.

## Programmering
- 30 Rock[1]
- Add a Friend[5]
- The Crimson Petal and the White[5]
- ER[1]
- Falling Skies[5]
- Friday Night Lights[5]
- In Plain Sight[5]
- The IT Crowd[5]
- Killing Time[5]
- Live from Abbey Road[5]
- Memphis Beat[1]
- Men of a Certain Age[1]
- Monday Mornings[5]
- The O.C.[1]
- The Office US[5]
- Phone Shop[1]
- Psych[5]
- Satisfaction[5]
- Shameless (US)[1]
- Smallville[5]
- Southland[5]
- Supernatural[5]
- The Sinking of the Laconia[5]
- Trollied[5]
- Web Therapy[1]
- The West Wing[1]

### Adult Swim op TNT[6]
- Aqua Teen Hunger Force
- Robot Chicken
- Tim & Eric